# David Thomassen à Thuessink van der Hoop van Slochteren
David Thomassen à Thuessink van der Hoop van Slochteren (Utrecht, 26 april 1910 – Den Haag, 14 maart 1991) was een Nederlands politicus van de CHU.
Hij werd geboren als telg uit het geslacht Van der Hoop en zoon van Matthijs Pieter Thomassen à Thuessink van der Hoop van Slochteren (1876-1967) en jkvr. Nancy Hoeufft (1881-1962), telg uit het geslacht Hoeufft. Zijn vader werd kort na de geboorte van David burgemeester van de gemeenten Breukelen-Sint Pieters en Breukelen-Nijenrode en in 1930 volgde diens benoeming tot burgemeester van Doorn. Zelf was hij achtereenvolgens werkzaam bij de gemeentesecretarieën van Borculo, Laren en Driebergen. In 1939 begon hij als klerk bij de gemeente Huizen en vanaf 1945 was hij daar afdelingschef. In juli 1946 werd hij de burgemeester van de Zeeuwse gemeenten Driewegen en Ellewoutsdijk. Daar kreeg hij te maken met de wederopbouw na de Tweede Wereldoorlog en de Watersnoodramp van 1953. Van september 1955 tot zijn pensionering in mei 1975 was hij de burgemeester van Bennebroek. Hij overleed in 1991 op 80-jarige leeftijd.